# Mirozjskiklooster
Het Mirozjskiklooster (Russisch: Мирожский монастырь, Mirozjski monastyr) of klooster van de Transfiguratie van de Verlosser is een Russisch-Orthodox mannenklooster in de Russische stad Pskov. Het klooster dateert uit de 12e eeuw en is gelegen aan de rivieren Miroja en Velikaja. Het klooster is bekend om de fresco's in zijn collegiale kerk. Het architecturaal geheel is sinds 30 augustus 1960 door de staat beschermd.
Het klooster is als onderdeel van de kerken van de architectuurschool van Pskov in 2019 tijdens de 43e sessie van de Commissie voor het Werelderfgoed erkend als cultureel werelderfgoed en toegevoegd aan de UNESCO werelderfgoedlijst.

## Geschiedenis
De exacte datum van zijn oprichting is onbekend, maar het was zeker in het midden van de 12e eeuw. Het klooster is gewijd aan een Griekse monnik, Sint-Nifonte, bisschop van Novgorod, die stierf in 1156. Het klooster ligt op 20 minuten lopen van het Kremlin van Pskov en werd al snel beroemd vanwege de kwaliteit van zijn miniaturisten, kopiisten, iconenschilders en zijn bibliotheek. Het klooster was welvarend en bezat de rechten van de Mirojarivier en al zijn molens, de oevers van de Velikajarivier met zijn smederijen, evenals de landbouwgronden. Toen de monastieke domeinen in de 18e eeuw onder het bewind van Catharina de Grote werden geseculariseerd, bleef enkel het grondgebied over dat heden nog te zien is.
Door de geografische locatie, buiten de vestingwerken van de stad, werd het klooster vaak door de westelijke buurlanden aangevallen. Zo belegerden de Lijflandse ridders het klooster in 1299 waarbij het klooster evenals het Snetogorskiklooster in brand werd gestoken. Twee van zijn hegoumen worden lokaal heilig verklaard: Sint-Basilius van Miroja en Sint-Josafat van Mont-Snietnaja. De relieken van de eerste worden bewaard in het klooster. Een andere orthodoxe hegoumen, Sint-Cornelius van Pskov (1501-1570) bracht zijn eerste jaar van noviciaat door in het Mirozjskiklooster alvorens zijn geloften te doen bij het klooster van de Pskovgrotten, waarvan hij later hegoumen werd.
In 1581 liet de koning van Polen, Stefanus Báthory, wapens op de top van de klokkentoren plaatsen om de stad aan te kunnen vallen.
De monniken werden na de Oktoberrevolutie verspreid. De gebouwen maken nu deel uit van het museum van Pskov en de collecties behoren tot het erfgoed van de Russisch-orthodoxe kerk. De Sint-Stefanuskerk werd in de jaren 1990 terug opengesteld voor het gebed en in 1994 werd in een deel van de gebouwen een school voor icoonschilderen geïnstalleerd. Deze raakte in verval nadat archimandriet Zinon (een de meest gewaardeerde iconenschilders van het huidige tijdperk) gedwongen werd af te treden na een gebeurtenis die als een schandaal werd beschouwd. Hij had namelijk katholieken toestemming gegeven om in de kerk te bidden, waarbij een Italiaanse katholieke monnik de communie uitreikte. Hij werd in het begin van het jaar 2002 door het bisdom van Pskov geschorst.
Het klooster werd getroffen door overstromingen in de jaren 1886, 1900, 1928, 1960 en 2011. Op 9 april 2011 bereikten de rivieren Miroja en Velikaja zulke niveaus dat de Sint-Stefanuskerk een meter onder water kwam te staan zodat de fresco's van de kerk in gevaar kwamen.

## Beschrijving
Van de oorspronkelijke gebouwen van het klooster uit de 12e eeuw resteert enkel nog de collegiale Transfiguratiekerk met zijn beroemde fresco's uit de twaalfde eeuw en andere fresco's van het begin van de twintigste eeuw.
Er zijn ook nog het gebouw van de kloosteroverste (16e - 19e eeuw), de Sint-Stefanuskerk (17e eeuw) (open voor aanbidding), het gebouw van de broers (eind 18e - 19e eeuw), de kelder (17e - 19e eeuw), 400 meter omwalling (1799-1805) en het badgebouw (begin 19e eeuw).

## Fotogalerij

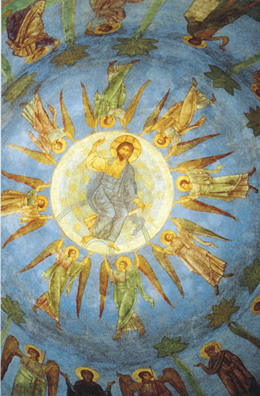
Fresco in de kapittelkerk, midden 17e eeuw
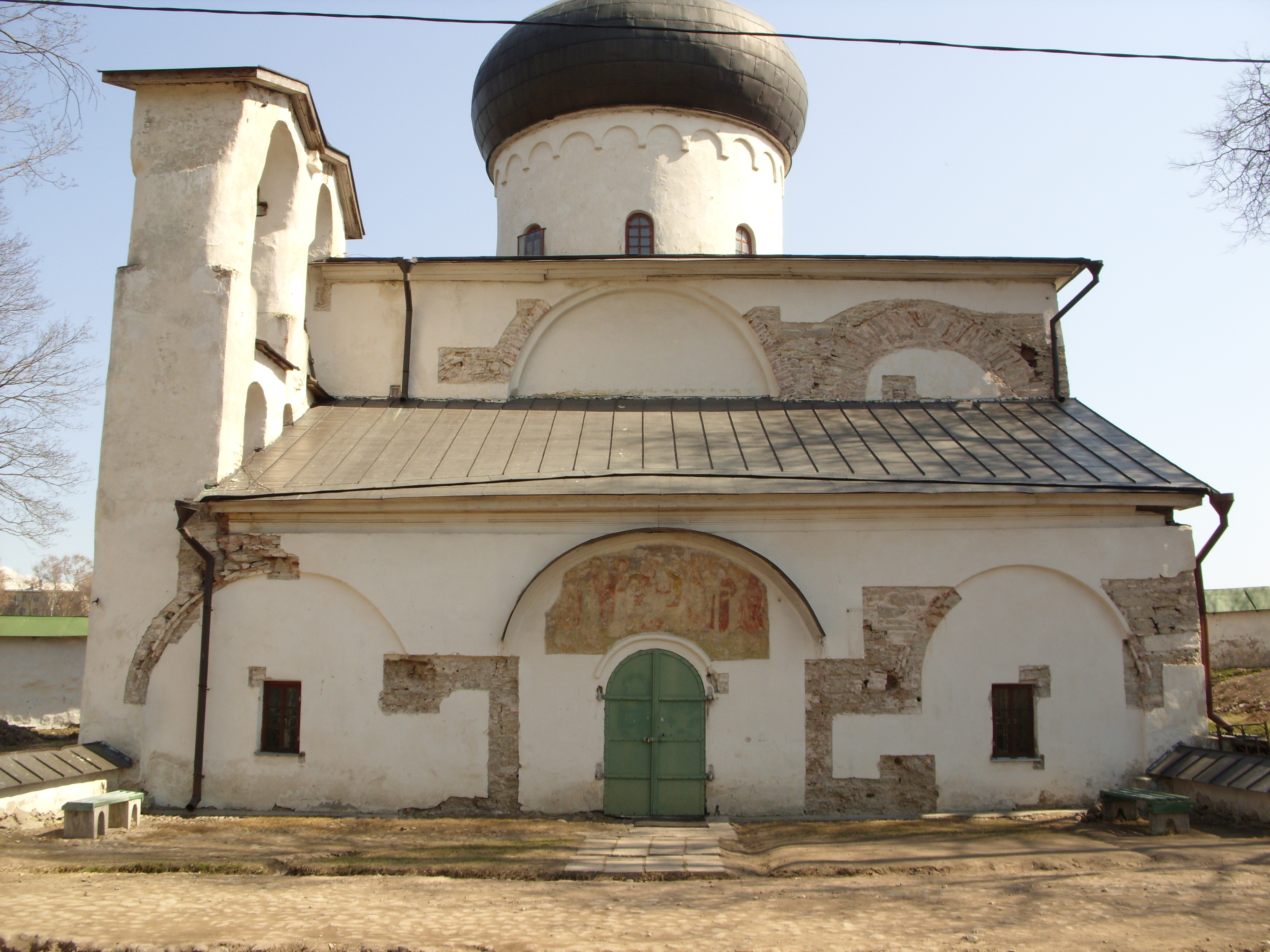
Zicht op de kapittelkerk
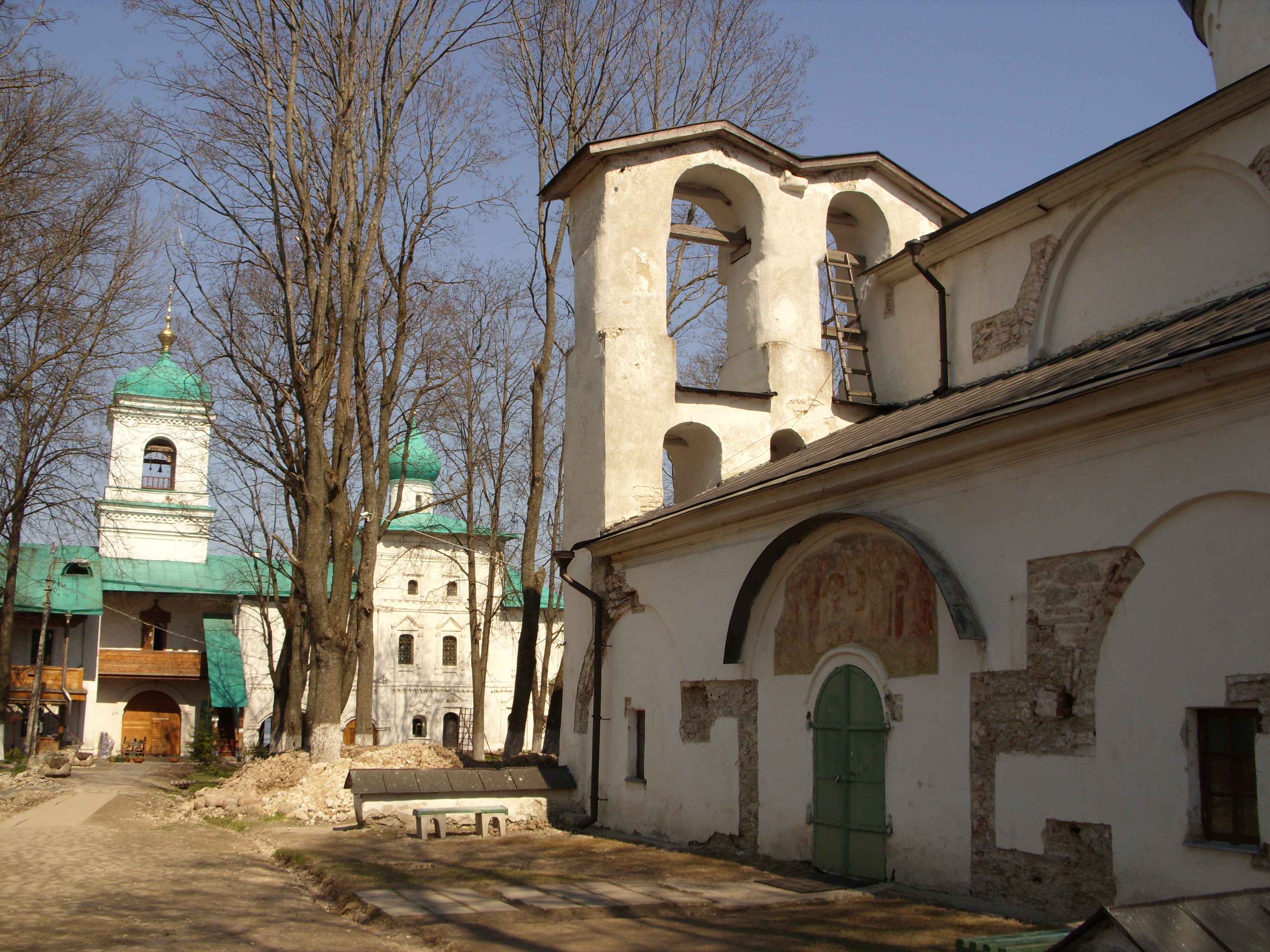
Binnenplaats klooster